# Isabel Luísa, Prințesă de Beira
Infanta Isabel Luísa a Portugaliei (6 ianuarie 1669 – 21 octombrie 1690) a fost infantă portugheză și singura fiică a regelui Pedro al II-lea al Portugaliei și a primei soții a acestuia, Maria Francisca de Savoia. A fost moștenitoare prezumptivă a tronului Portugaliei între 1669 și 1689, anul nașterii fratelui ei vitreg, Ioan al V-lea al Portugaliei.

## Biografie
Dona Isabel Luísa s-a născut la palatul Ribeira în 1669 și a fost singurul copil al lui Pedro al II-lea al Portugaliei și a primei lui soții, Maria Francisca de Savoia. Mama sa a fost strănepoata regelui Henric al IV-lea al Franței cu metresa sa Gabrielle d'Estrées. 

### Perspective de căsătorie
Era planificat să se căsătorească cu vărul ei primar, Victor Amadeus al II-lea al Sardiniei, fiul mătușii ei Marie Jeanne de Savoia, Ducesă de Savoia și regentă pentru fiul ei. Căsătoria a fost respinsă de majoritatea curții savoiarde, deoarece acest lucru ar fi însemnat ca Victor Amadeus să trăiască în Portugalia și mama lui să rămână la putere în Savoia (mama și fiul nu au avut o relație apropiată). Ca atare, planul a fost abandonat.
Alte propuneri au fost Gian Gastone de Medici (viitorul Mare Duce de Toscana), le Grand Dauphin fiul regelui Ludovic al XIV-lea, Carol al II-lea al Spaniei, Ducele de Parma și Contele Palatin de Neuburg. Nici unul dintre aceste planuri n-au continuat; din această cauză a fost poreclită Sempre-noiva, "Mereu-logodită".

### Deces și înmormântare
A murit de variolă în 1690 când avea doar 21 de ani. Isabel Luísa este înmormântată la mănăstirea São Vicente de Fora din Lisabona.